# Xã Alta, Quận Harvey, Kansas
Xã Alta (tiếng Anh: Alta Township) là một xã thuộc quận Harvey, tiểu bang Kansas, Hoa Kỳ. Năm 2010, dân số của xã này là 236 người.